# 中可換マグマ
抽象代数学における中可換マグマ（なかかかんマグマ、英: medial magma）あるいは中可換亜群 (medial groupoid) は、二項演算を備えた集合であって、以下の恒等式（中可換律）{\displaystyle (x\cdot y)\cdot (u\cdot v)=(x\cdot u)\cdot (y\cdot v)}を満足するものをいう。ここで「文字の併置は、同じ演算を表すが、より優先度が高い」という規約を設ければ、同じ恒等式をより簡明に xy ⋅ uv = xu ⋅ yv と書くこともできる。
ここに、マグマ（亜群とも呼ばれる）は群を一般化する代数的構造である。上記の恒等式は、medial, abelian, alternation, transposition, interchange, bi-commutative, bisymmetric, surcommutative, entropic など様々な呼ばれ方をする
任意の可換半群は中可換マグマであり、また中可換マグマが単位元を持つための必要十分条件はそれが可換モノイドを成すことである。中可換マグマの成す半群の別のクラスに正規帯がある。中可換マグマは必ずしも結合的でない。実際、任意の非自明なアーベル群と自然数 m ≠ n を用意して、アーベル群の群演算 x + y を少し改変した二項演算 x ⋅ y ≔ mx + ny を考えれば、一般には結合的でも可換でもない中可換マグマが得られる。
圏論的な仕方で直積を定めるとき、直平方マグマ M × M 上の演算を成分ごとの演算により (x, y) ∙ (u, v) = (x ∙ u, y ∙ v)  と定義することができる。M 上の二項演算 ⋅ を写像 M × M → M と見れば、(x, y) ↦ x ∙ y, (u, v) ↦ u ∙ v および (x ∙ u, y ∙ v) ↦ (x ∙ u) ∙ (y ∙ v) が成り立つから、したがってマグマ M が中可換となるための必要十分条件を、その二項演算がマグマ準同型M × M → M となっていることと述べることができる。このことは可換図式を用いて容易に表示することができ、それによって圏論的直積を持つ圏の中可換マグマ対象の概念が導かれる。（自己マグマ対象の項も参照）
中可換マグマの自己準同型 f, g に対して、写像 f ⋅ g を点ごとの積 {\displaystyle (f\cdot g)(x)=f(x)\cdot g(x)} と定めると、それ自身が一つの自己準同型を与える。

## 中可換準群の特徴付け
ブルック–マードック–豊田の定理 (Bruck–Murdoch-Toyoda theorem) は以下のように中可換準群を特徴付けるものである。アーベル群 A と互いに可換な二つの自己準同型 φ, ψ が与えられたとき、A 上の演算 ∗ を、A の適当な元 c をとって
x ∗ y = φ(x) + ψ(y) + c
と定める。この演算のもとで A が中可換準群を成すことを確かめるのは難しくない。ブルック–豊田の定理は、任意の中可換準群がこの形で得られる（すなわち、適当なアーベル群からこの仕方で作った準群に同型となる）ことを述べるものである。特に任意の中可換準群はアーベル群に同位である。
この結果は Murdoch (1941), Toyoda (1941) が独立に発見し、Bruck (1944) が再発見した。

## 一般化
中可換 (medial) やより一般的にエントロピー的 (entropic) という語は、複数の演算への一般化に対しても用いられる。与えられた代数的構造がエントロピー的代数系であるとは、その任意の二つの演算が中可換恒等式の一般化を満足するときに言う。すなわち、f および g がそれぞれ項数 m および n の演算であるとき、この f, g は {\displaystyle f(g(x_{11},\ldots ,x_{1n}),\ldots ,g(x_{m1},\ldots ,x_{mn}))=g(f(x_{11},\ldots ,x_{m1}),\ldots ,f(x_{1n},\ldots ,x_{mn}))} を満足しなければならない。

## 注